# Alosa sapidissima
Az Alosa sapidissima a sugarasúszójú halak (Actinopterygii) osztályának heringalakúak (Clupeiformes) rendjébe, ezen belül a heringfélék (Clupeidae) családjába tartozó faj.

## Előfordulása
Az Alosa sapidissima elterjedési területe az Atlanti-óceán nyugati része és Észak-Amerika folyói és tavai. A hal megtalálható az Új-Fundland-i Szent Lőrinc-folyótól és Új-Skóciától Florida középső részéig. Mivel betelepítették a Sacramento- és Columbia folyókba, ez a halfaj, manapság fellelhető az alaszkai Cook Inlettől (a Csendes-óceánnak a Seward-félsziget és a szárazföld közötti keskeny öble) a mexikói Alsó-Kaliforniáig (Baja California). Ezenkívül még betelepítették, az Oroszországhoz tartozó Kamcsatka-félszigetre is.

## Megjelenése

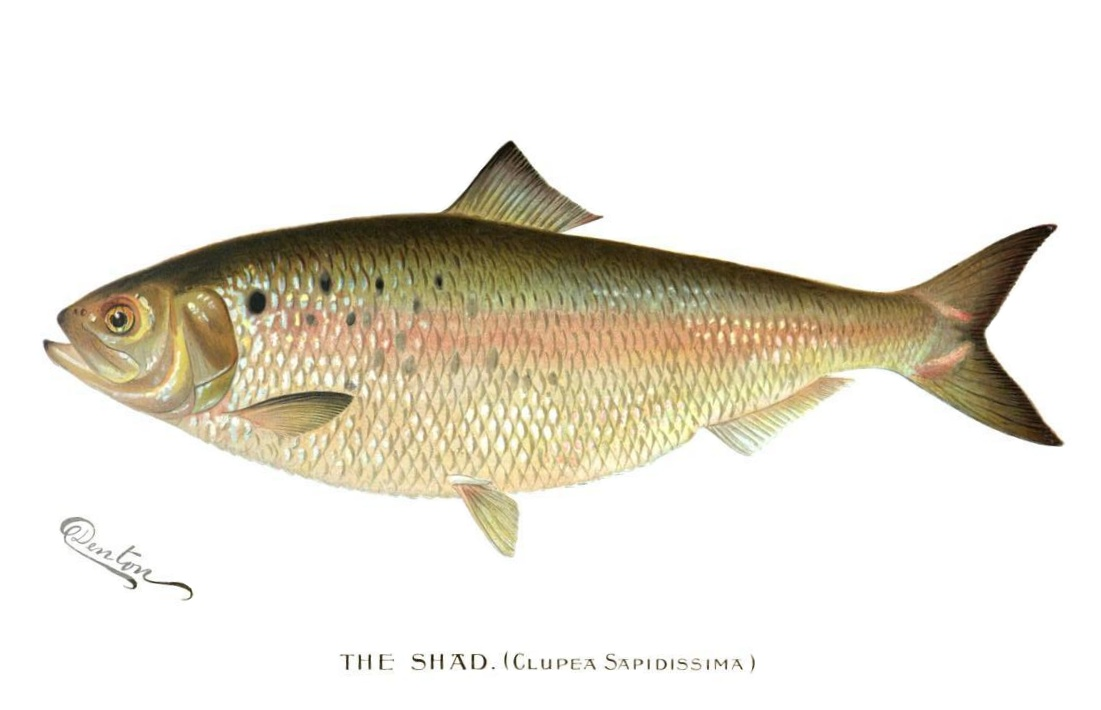
Rajz a halról

Ez a halfaj általában 50 centiméter hosszú. A legnagyobb nőstények elérhetik a 61,7 centiméteres hosszúságot, míg a hímek legfeljebb 76 centiméteresek is lehetnek. A testtömege legfeljebb 5500 gramm. 38-48,5 centiméteresen számít felnőttnek. A hal ezüstös színű; háta kék vagy fémezett kékeszöld színű. A vállán levő sötét foltot, több kisebb folt követi; egyes példánynak két sor foltja is lehet. Hasonlít az Alosa pseudoharengusra, és neki is nagy szemei vannak.

## Életmódja
Az Alosa sapidissima egyaránt megél a sós-, édes- és brakkvízben is. 250 méter mélybe is leúszik. Élete legnagyobb részét a tengerben tölti, az édesvízbe, csak ívni jön fel. A nem ívó felnőttek, tavasszal, nyáron és ősszel nagy rajokban úsznak a partok közelében és a brakkvízekben. Tápláléka plankton, evezőlábú rákok (Copepoda), Mysidacea-fajok és kisebb halak. A halban buzogányfejű férgek (Acanthocephala), fonálférgek (Nematoda), evezőlábú rákok és distomák élősködhetnek.
Legfeljebb 13 évig él.

## Szaporodása
Ez az Alosa-faj anadrom vándorhal (a tengerből az édesvízbe vonul ívni). Az ivadék a nyár alatt, szülőhelyén marad, de ősszel lejön a tengerekbe.

## Felhasználása
Az Alosa sapidissimát ipari mértékben halásszák. Az ember frissen, füstölve vagy sózva fogyasztja, az ikrát gőzöli. A sporthorgászok is kedvelik.